# اتفاقية الحواجز التقنية أمام التجارة
اتفاقية الحواجز التقنية أمام التجارة هي معاهدة دولية تدار من قبل منظمة التجارة العالمية. كانت آخر مفاوضات خلال جولة أوروغواي من الجات الذي سيدخل حيز التنفيذ في بداية عام 1995.
باختصار فإن الاتفاقية وجدت لضمان أن اللوائح والمعايير والاختبار وإجراءات إصدار الشهادات الفنية لا تخلق عقبات غير ضرورية أمام التجارة. تحظر الاتفاقية المتطلبات التقنية التي تم إنشاؤها من أجل الحد من التجارة بدلا من المتطلبات الفنية التي تم إنشاؤها لأغراض مشروعة مثل حماية المستهلك أو حماية البيئة.
ترتبط الاتفاقية ارتباطاً وثيقاً باتفاقية تطبيق تدابير الصحة والصحة النباتية التي تم التوقيع عليها في العام نفسه ولها نفس الأهداف.
القائمة التالية هي لمحة عامة عن المبادئ التوجيهية والآليات التي تعزز مهمة الاتفاقية:
- حكم الدولة الأكثر رعاية لمنظمة التجارة العالمية تربط المتطلبات التقنية للبلدان.
- تشجع الاتفاقية بقوة الدول إلى الاعتراف بنتائج اختبارات تقييم المطابقة للدول الأخرى والاختبارات التي تحدد ما إذا كان المنتج يتوافق مع معيار معين.
- تعزز الاتفاقية تطوير معايير عالمية وتوفر الحكومات والهيئات الحكومية مع توجيهات بشأن كيفية تطوير هذه المعايير للأفضل. يتم تشجيع أعضاء الاتفاقية بقوة لتبني المعايير الدولية وفقا لمتطلبات التقنية كلما أمكن ذلك.
- يلزم أعضاء الاتفاقية لاقامة نقاط الاستفسار وهي مكاتب توفر معلومات حول لوائح البلاد الفنية وإجراءات الاختبار والالتزام بالمعايير الدولية المختلفة.
- يساعد برنامج المساعدة التقنية البلدان النامية لمطابقة المعايير الدولية ويساعدهم على الحصول على المشاركة في إنشاء مثل هذه المعايير.